# فرودگاه جزیره ماتهسون
فرودگاه جزیره ماتهسون (به انگلیسی: Matheson Island Airport) یک فرودگاه همگانی است که یک باند فرود شن دارد و طول باند آن ۱۰۶۷ متر است. این فرودگاه در کشور کانادا قرار دارد و در ارتفاع ۲۲۱ متری از سطح دریا واقع شده‌است.